# J&T Banka Prague Open 2017
Il J&T Banka Prague Open 2017 è stato un torneo di tennis facente parte della categoria International nell'ambito del WTA Tour 2017. È stata l'ottava edizione del torneo giocato su campi in terra rossa. Il torneo si è giocato nello Sparta Prague Tennis Club di Praga, in Repubblica Ceca, dal 1° al 6 maggio 2017.

## Partecipanti

### Teste di serie
| Nazionalità | Giocatrice         | Ranking* | Testa di serie |
| ----------- | ------------------ | -------- | -------------- |
| Rep. Ceca   | Karolína Plíšková  | 3        | 1              |
| Danimarca   | Caroline Wozniacki | 11       | 2              |
| Rep. Ceca   | Barbora Strýcová   | 17       | 3              |
| Australia   | Samantha Stosur    | 18       | 4              |
| Rep. Ceca   | Lucie Šafářová     | 28       | 5              |
| Cina        | Zhang Shuai        | 32       | 6              |
| Croazia     | Ana Konjuh         | 34       | 7              |
| Rep. Ceca   | Kateřina Siniaková | 38       | 8              |

* Ranking al 24 aprile 2017.

### Altre partecipanti
Le seguenti giocatrici hanno ricevuto una wild card:
- Jana Čepelová
- Jelena Janković
- Markéta Vondroušová

Le seguenti giocatrici sono passate dalle qualificazioni:

- Mona Barthel
- Beatriz Haddad Maia
- Lucie Hradecká
- Natal'ja Vichljanceva

## Punti
| Evento    | V   | F   | SF  | QF | 2T | 1T   | Q    | Q3   | Q2   | Q1   |
| Singolare | 280 | 180 | 110 | 60 | 30 | 1    | 18   | 14   | 10   | 1    |
| Doppio    | 280 | 180 | 110 | 60 | 1  | N.D. | N.D. | N.D. | N.D. | N.D. |

## Montepremi
| Event     | V       | F       | SF      | QF    | 2T    | 1T    | Q3    | Q2   | Q1   |
| Singolare | 43 000$ | 21 400$ | 11 300$ | 5900$ | 3310$ | 1925$ | 1005$ | 730$ | 600$ |
| Doppio    | 12 300$ | 6400$   | 3435$   | 1820$ | 960$  | N.D.  | N.D.  | N.D. | N.D. |

## Campionesse

### Singolare
Mona Barthel ha sconfitto in finale  Kristýna Plíšková con il punteggio di 2-6, 7-5, 6-2.
- È il quarto titolo in carriera per Barthel, primo della stagione.

### Doppio
Anna-Lena Grönefeld /  Květa Peschke hanno sconfitto in finale  Lucie Hradecká /  Kateřina Siniaková con il punteggio di 6-4, 7–6(3).